# 金特·德赖布罗特
金特·德赖布罗特（德語：Günter Dreibrodt，1951年7月26日—），德国男子手球运动员。他曾代表东德参加1980年夏季奥林匹克运动会手球比赛，获得一枚金牌，他在比赛期间共进球13次。